# 테너

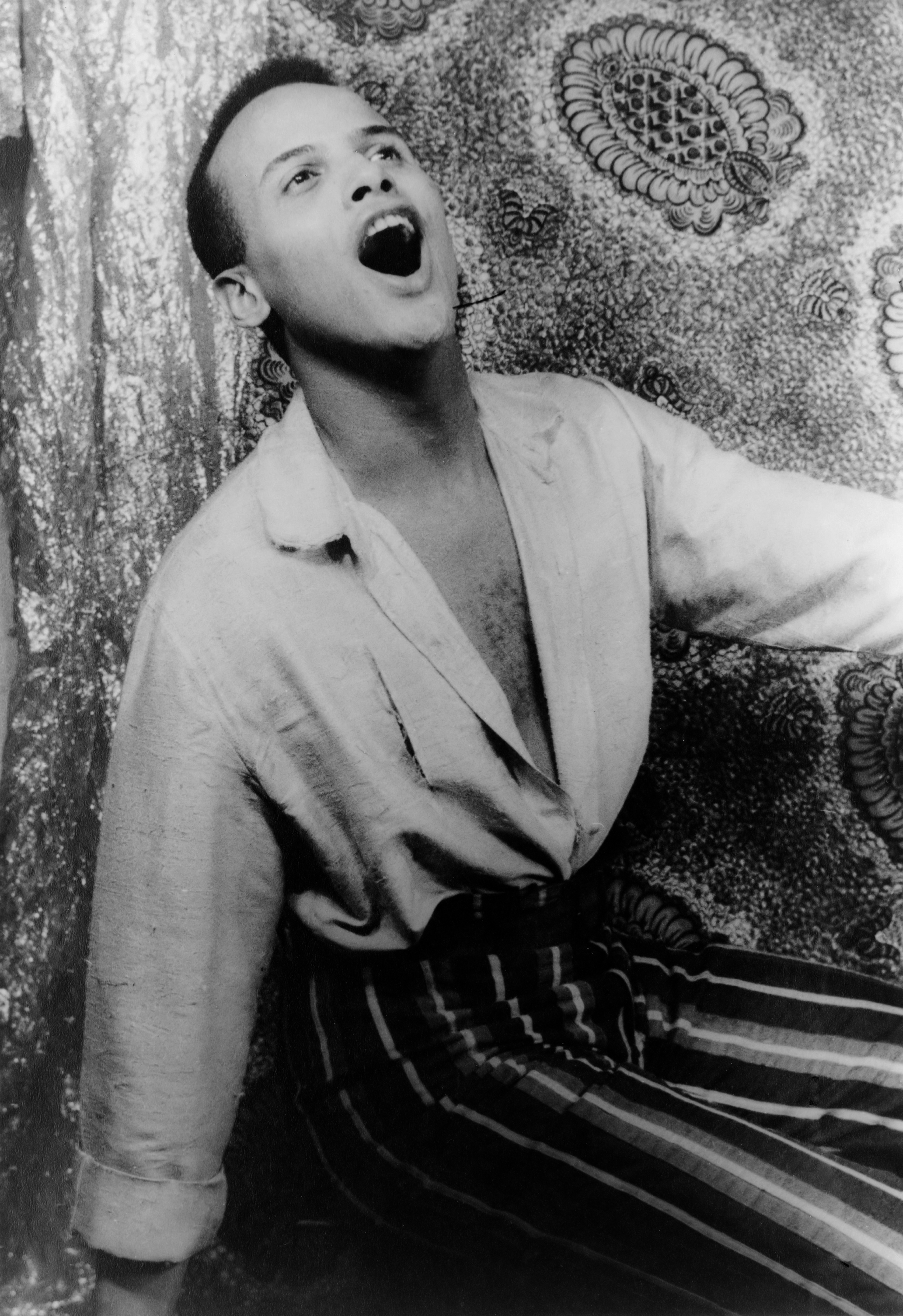

테너(tenor, 문화어: 남성고음)는 성악에서 남자 가수의 가장 높은 음역이다. 테너는 정확히 남자 가수의 높은음자리표이다.

## 종류
- 드라마틱 테너
- 리릭 테너
- 레체로 테너
- 스핀토 테너
- 카운터 테너

## 유명한 테너
- 요나스 카우프만
- 후안 디에고 플로레즈
- 마르첼로 알바레즈
- 폴 애그뉴
- 로베르토 알라냐
- 카를로 베르곤지
- 유시 비엘링
- 이안 보스트리지
- 호세 카레라스
- 엔리코 카루소
- 프랑코 코렐리
- 호세 쿠라
- 마리오 델 모나코
- 주세페 디 스테파노
- 플라시도 도밍고
- 니콜라이 게다
- 벤 헤프너
- 지그프리드 예루살렘
- 알프레도 크라우스
- 빈센초 라 스콜라
- 필립 랭그리지
- 마리오 란차
- 루치아노 파바로티
- 지아니 라이몬디
- 닐 쉬코프
- 롤란도 비야손
- 존 비커스
- 볼프강 빈트가센
- 프리츠 분더리히
- 이용훈
- 김우경
- 강요셉
- 김재형
- 임웅균
- 조용갑
- 안드레아 보첼리
- 조민규

## 같이 보기
- 분류:테너